# دونالد بارتليت ريد
دونالد بارتليت ريد هو سياسي كندي، ولد في 30 يونيو 1926 في كندا، وتوفي في 11 أغسطس 2001 في أوتاوا في كندا. انتخب عمدة أوتاوا ‏ (1965 – 1969).